# Matjaž Smodiš
Matjaž Smodiš (* 13. Dezember 1979 in Novo mesto, SFR Jugoslawien) ist ein slowenischer ehemaliger Basketballspieler. Der 2,05 m große Power Forward war unter anderem von 2005 bis 2011 für ZSKA Moskau aktiv und gewann in seiner Karriere insgesamt dreimal die EuroLeague.

## Karriere
Smodiš begann seine Karriere bei Krka Novo mesto. Am Anfang spielte er mit diesem Verein in der zweiten slowenischen Liga, stieg mit ihm jedoch 1996 in die erste Liga auf und führte ihn 2000 zur ersten slowenischen Meisterschaft. Es folgte ein Wechsel zu Virtus Bologna, wo er in seiner ersten Saison das Triple aus italienischer Meisterschaft, Pokalsieg und dem Gewinn der EuroLeague feiern konnte. Er blieb dort zwei weitere Jahre und gewann den italienischen Pokal ein weiteres Mal, auch erreichte er noch einmal das Finale der Euroleague. Nach finanziellen Problemen und dem Zwangsabstieg von Virtus wechselte Smodiš zum Stadtrivalen Fortitudo Bologna, mit dem er ebenfalls italienischer Meister wurde und das Euroleague-Finale erreichte. Für ZSKA Moskau spielend, nahm Smodiš insgesamt viermal am Euroleague-Finale teil und gewann den Titel 2006 sowie 2008, außerdem konnte er 2006, 2007 und 2010 jeweils das russische Double aus Meisterschaft und Pokal feiern. In der Euroleague-Saison 2006/07 wurde er zudem ins All Euroleague Second Team gewählt. 2011 wechselte Smodiš nach Kroatien zu KK Cedevita, bevor er im folgenden Jahr zu Krka Novo mesto zurückkehrte. Nachdem er mit Krka die slowenische Meisterschaft gewonnen und selbst zum wertvollsten Spieler der Finalserie gewählt worden war, beendete Smodiš seine Karriere.
Mit der slowenischen Nationalmannschaft nahm Smodiš an den Europameisterschaften 1999, 2001, 2007, 2009 und 2011 teil und war dabei 2007 Topscorer des Teams.